# Andreas Graitl
Andreas Graitl (* 12. März 1984 in Berchtesgaden) ist ein ehemaliger deutscher Rennrodler.
Andreas Graitl war ab 1993 Rennrodler und startete für den RC Berchtesgaden. Schon im Juniorenbereich sehr erfolgreich, gewann er 2004 den Juniorengesamtweltcup und wurde 2006 Juniorenweltmeister. Im selben Jahr wurde er bei den deutschen Meisterschaften Fünfter. Sein bestes Ergebnis in einem der Weltcup-Einzelwettbewerbe hatte er beim Rennrodel-Weltcup 2005/06 in Königssee, wo er den vierten Platz errang. Ende Februar 2008 beendete er seine Karriere als aktiver Rennrodler.
Derzeit ist Graitl als Polizeimeister bei der Bundespolizei beurlaubt und stattdessen als Landestrainer des bayerischen Rodelteams tätig.
Andreas Graitl lebt in Marktschellenberg.